# Jason Cope
Jason Cope es un actor británico-sudafricano, más conocido por su trabajo en la película District 9, dirigida por Neill Blomkamp.

## Carrera
En District 9, Cope tiene una gran variedad de personajes diferentes, incluyendo al alien Johnson Christopher y al personaje Gray Bradnam, uno de los narradores de la película. También realizó la mayoría de los trabajos de voz de fondo en la película, aportando la mayor parte las voces de la policía, el piloto y otras voces de fondo, además de la voz del camarógrafo Trent. Para la creación del personaje de Christopher Johnson se utilizó un proceso similar al de la creación del personaje de Gollum interpretado por Andy Serkis en la trilogía cinematográfica de El Señor de los Anillos de Peter Jackson, usando una imagen generada por computadora inspirada en el desempeño del actor.
Cope es nieto del escritor sudafricano Jack Cope. Se formó como mago a los nueve años y trabajó brevemente como actor de reparto en un circo de Sudáfrica a los trece años. Continuó desempeñándose profesionalmente a tiempo parcial hasta que completó sus estudios. Más tarde, al terminar la preparatoria, viajó a Londres para convertirse en un artista callejero.
A los veinte años regresó a Sudáfrica para dedicarse al stand-up comedy.

## Filmografía
- 2013 - Spud 2: The Madness Continues — Sparerib
- 2013 - Dredd — Zwirner
- 2012 - Mermaids: The Body Found — Dr. Rodney Webster
- 2011 - Spoon — Conway
- 2010 - Spud — Sparerib / Sr. Wilson
- 2009 - District 9 — Grey Bradnam / Christopher Johnson
- 2008 - Doomsday — Guardia
- 2008 - Ella Blue — Howard Weaver
- 2007 - Big Fellas — Fabio / Wimpie
- 2007 - Flood — Sobreviviente
- 2006 - Bunny Chow — Cope
- 2006 - Alive in Joburg — Alien